# Stauon
Stauon (oznaka {\displaystyle {\tilde {\tau }}\,}) je superpartner tauona. Spada med sleptone, kjer so še selektron, selektronski snevtrino, smionski snevtrino, smion in stauonski snevtrino.   